# سلطنة هبر يونس
سلطنة هبر يونس (بالصومالية: Saldanadda Habar Yoonis)‏، كانت مملكة صومالية حكمت أجزاء من القرن الأفريقي خلال القرن الثامن عشر. امتدت إلى أراضي عشيرة هبر يونس التي هي جزء من إسحاق الأوسع في أرض الصومال وإثيوبيا الحديثة. كانت السلطنة تحت حكم فرع نهر عينانشي من عشيرة خبر يونس.

## تاريخ

### التأسيس
يجد الهبر يونس سلطنة جذوره في سلطنة اسحاق التي أنشئت من قبل فرع آر إي آر جوليد من إيداغالي بعد هزيمة اسحاق بنجاح ابسامي عشيرة في لافاروغ في القرن 17. بمرور الوقت، انفصل هبر يونس ثم هبر أوال وهبر يعلو عن سلطنة إسحاق مع تشكيل هبر يونس سلطنة خاصة بهم بقيادة سوجول نجل زعيم هبر يونس السابق، عينانشي هيرسي. سيؤسس السلطان ديريا سوغوله عاصمته في وادان (ورام) بالقرب من ممر الشيخ والضرائب وإدارة شؤون هبري يونس من البلدة. كانت القوافل الكبيرة المتجهة إلى بربرة تمر عبر أراضي خبر يونس عبر بوراو ثم ودهان وأثبتت أنها مصدر دخل مربح للسلطان ديريا.

### التوسع وحرب الرياد

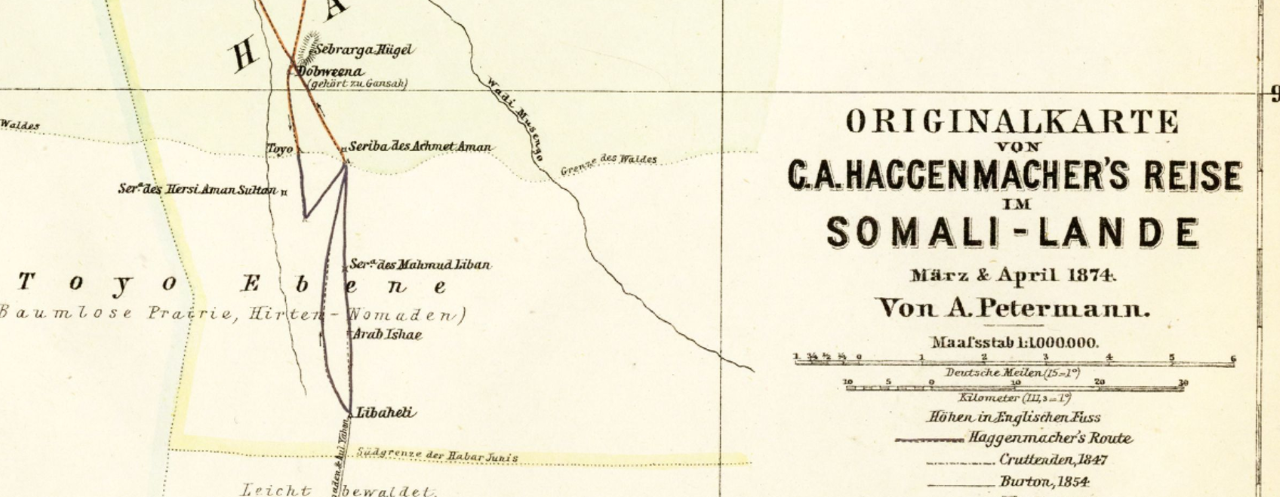
خريطة ألمانية من عام 1874 تعرض الموقع العام للسلطان هيرسي أمان

بعد وفاة السلطان ديريا في خمسينيات القرن التاسع عشر، جاء حفيده هيرسي أمان ليخلفه ويفتح حقبة الفتح. ينتمي هيرسي أمان إلى قسم هبر أول من سلالة سوغول.  في عام 1870 كان إطلاق الحروب رياض ضد دارود من هود ودولو التي ستستمر بشكل متقطع 1870-1940 وتلد سلسلة من القصائد، وسلسلة شعرية غوبا، واحدة من سلسلة الأكثر شهرة في التاريخ الصومالي.

التقى المستكشف السويسري هاجنماخر هيرسي أمان في عام 1873 وكتب أيضًا عن معركة هبر يونس الناجحة في هود التي حدثت خلال زيارته.
كان لدى هبري يونس العديد من الجرحى، لكنهم كانوا أغنياء أيضًا بالنهب، وكان عدد النهب المقدر بما لا يقل عن 10000 جمل.
في معركة هارو دييغ (بحيرة الدم) في هود، استولى هبر يونس المنتصر على سلطان نهر رير هارون أوجادين وفقد العديد من الأرواح من الجانبين. أرسل السلطان المأسور رسالة إلى هيرسي قائلاً إنه يجب تجنبه. ردا على ذلك، رد هيرسي مع لابا جوب كي بير جيليسان با جابا، مما يعني أنه من بين نظيرين يموت رقيق القلب وتم إعدام السلطان الأسير فيما بعد.

### الحرب الأهلية الأولى
على الرغم من النجاحات العظيمة التي حققتها هيرسي أمان والأراضي الجديدة المكتسبة، إلا أن الفروع الأخرى لـ ري سوغول أصبحت حذرة من قوته المتزايدة كحاكم وتوقفت لتحديه، خوفًا من قيادته غير المنضبطة. كان جوليد حاجي الحكيم، وهو عضو بارز آخر وشيخ في ري سوغول، على خلاف مع السلطان هيرسي، وقتل ابنه على يد أحد أبناء هرسيس. اقترب ابن هيرسي من والده وناشده أن يدفع تعويض ماج التقليدي إلى جوليد عن فقدان طفله. رفض هيرسي بغطرسة ابنه واندلع صراع شامل بين با أوال (فرع هيرسي) وفروع باهو سوجولي التابعة لـ ري سوغول.

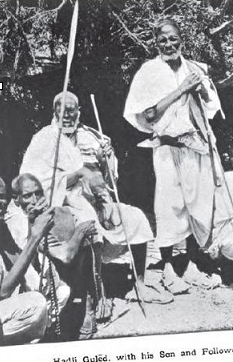
حاج جوليد عام 1906.

قُتل السلطان هرسي نفسه في معركة بعد بعض الاشتباكات المبكرة وسقط قائده وارسام لاحقًا. أعربت أخت وارسام عن أسفها لابنها علي لفقدان هيرسي وزوجها جيد وأقارب آخرين في هذه القصيدة التي سجلها كل من فيليب بوليتشكي وروبيتشي بريشيتي بشكل منفصل.بعد وفاة هيرسي، اجتمع ري سوغول وكانت قضية التعويض عن وفاة السلطان قضية ملحة. بدأ النزاع في الأصل لأنه لم يتم دفع أي تعويض إلى جوليد حاجي عن ابنه. قرروا عدم دفع أي أجر وسيحاولون وضع حد لهذا الصراع.  تتطرق قصيدة ماكساميد بولكسان إلى الطبيعة الفريدة

### عصر السلاطين المزدوج

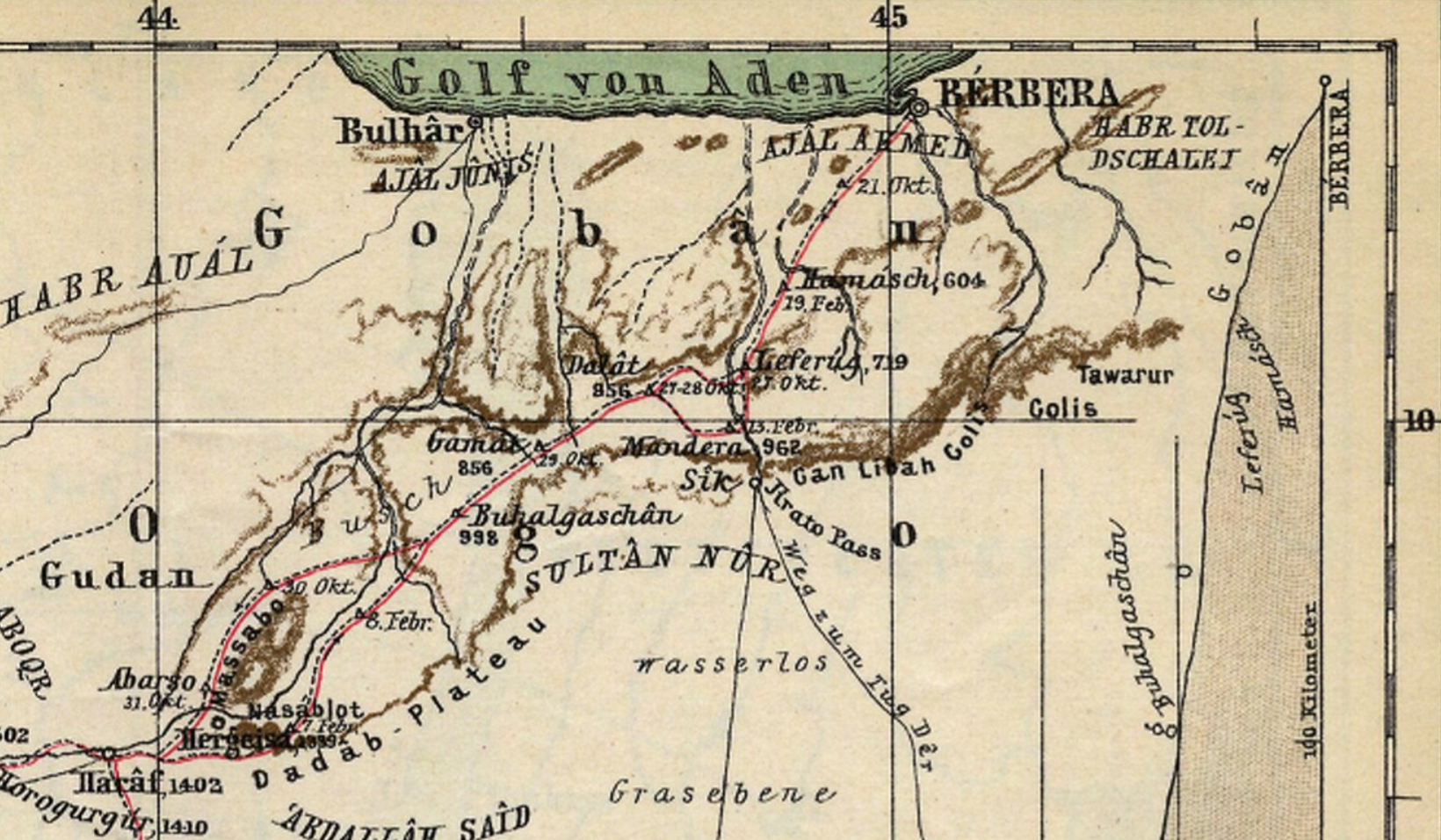
نطاقات السلطان نور بتغير

بعد وفاة السلطان هرسي أمان، تنافست أقسام بهاء ديريا وبهاء مكاهيل من سلالة سوجول على السلاطين التي قسمت عشيرة هبر يونس إلى فصيلين، توج فصيل بهاء ديريا بقيادة جوليد حاجي عوض ديريا نجلًا على قيد الحياة من قبيلة سوجول. سلطان ديريا صوغلة. يذكر أن باه مكحيل توج نور أحمد أمان شابا الملا وابن شقيق حرسي أمان. كان نور في البداية غير مرتاح وفضل حياته كملا على أن يكون سلطنة معينة. لم يتم مقاطعة هبرا يونس من قبل محمية أرض الصومال البريطانية التي تأسست عام 1884 وكانت لا تزال تنحدر إلى حد كبير إلى الساحل وعاصمتها بربرة.  خاض السلاطان حرباً طويلة وقسمتا أراضي السلطنة، حيث حكم عوض السلطنة من عاصمته المختارة بوراو ونور من سهول تويو وأودوين.

زار فرانك لينسلي جيمس السلطان عوض في بوراو عام 1884 وشهد الموقف المخالف بين السلاطين. وصفًا للوضع السياسي في المنطقة والغارات المتكررة بين فصيلي رير صقولة المتناحرين وعشائر هبر يونس المتحالفة معهم
يبدو أن قبيلة هبر جرجس العظيمة منقسمة إلى فصيلين متنافسين، أحدهما يمسك بالولاء للسلطان عود، والآخر يبايع ابن عمه السلطان نور. بين هذين البلدين كانت البلاد منقسمة بالتساوي، وكان خط الحدود مشهدًا دائمًا للحروب والشائعات عن الحروب والغارات على الماشية ومحاولات القتل.
كانت قبيلة هابر جرجس في السابق تحت حكم سلطان واحد وكانت قوية جدًا، حيث قامت بغارات متكررة على عقدين، ولكن بعد وفاته، قسم اثنان من أبناء عمومته، عوض ونور، البلاد بينهما.
قُتل عوض أثناء القتال في أوجادين على يد رير علي.  سمح ذلك للنور بتأسيس نفسه في بوراو والسيطرة على كل هبر يونس. لا يزال البهاء ديريا لم يسلموا بالهزيمة وسيختارون في نهاية المطاف ابن شقيق عوض، مدار حرسي، خلفًا لهم بعد وفاة نور. عقد السلطان نور وشير للالهبر يونس، وقررت أن قرعة لتسوية النزاع مع منافسه المدار هيرسي بدلا من الاستمرار في الاقتتال الداخلي الذي لا معنى له الذي استمر منذ وفاة هيرسي أمان ل. وفاز السلطان نور بالسحب ومنح مدار حرسي 100 إبل كتعويض وأعلن سلطان هبر يونس بلا منازع. استمر الحكم الموحد تحت حكم سلطان نور واحد حتى تشكيل حركة الدراويش بعد عدة سنوات في عام 1899.

### عصر الدراويش المبكر

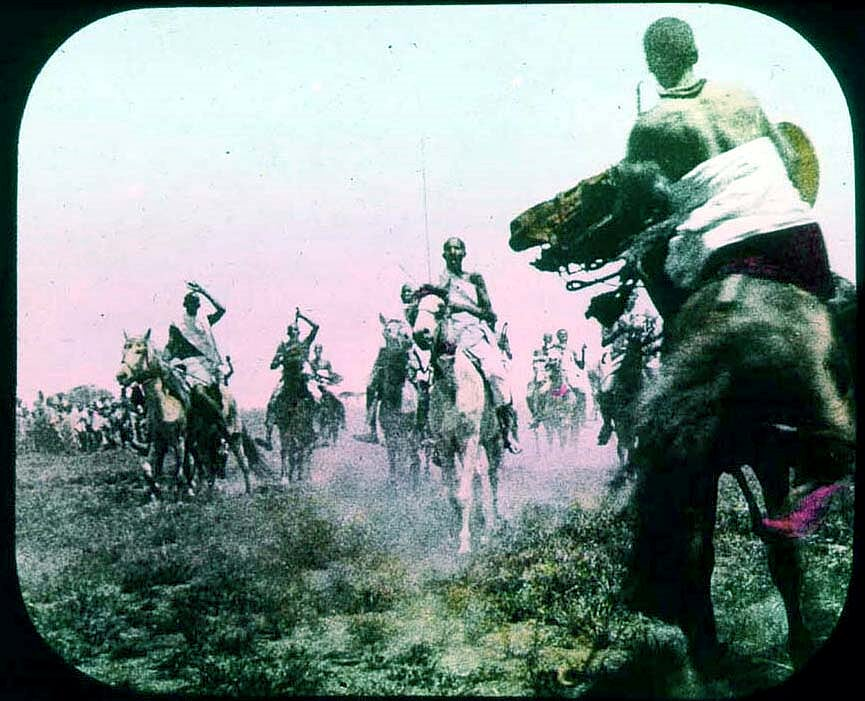
سلطان نور وفرسان هابر يونس 1896

كان سلطان نور هو مهندس الاضطرابات في بربرة وكان الرجل الذي روى القصة الشهيرة للمبشرين الكاثوليك الفرنسيين في بربرة عن اعتناق الأطفال الصوماليين.  وبحسب القنصل العام جيمس هايس سادلر، فإن هذا الخبر إما أن نشره أو اختلقه سلطان نور قبيلة هبر يونس. المدار هيرسي قد منافسه السابق على لقب سلطان ساعد الملالي من كوب فريدود في استرداد الماشية التي نهبت من قبل بعض الهبر يونس وهذا تجدد بعد تلقي المساعدات من الملالي هناك لا سيما محمد عبد الله حسن.  على زيارته ل أودوين في يوليو 1899 عقد السلطان نور وشير كبير من غرب العشائر الهبر يونس ودعاهم إلى الانضمام إلى حركة الدراويش الجديدة وعلى رفضهم انه سيترك ل بوراو وبنجاح ارتفع الأقسام الشرقية من عشيرة. أعلن الدراويش الحرب من بوراو في الأول من سبتمبر عام 1899. سرعان ما روجت السلطات البريطانية للمدار كسلطان شرعي وأدار الأقسام الغربية من العشيرة طوال فترة حروب الدراويش.

### الاندماج في أرض الصومال البريطانية
استمر سلطان نور وسيشارك بشكل كبير كشخصية رئيسية في حركة الدراويش والموقع الرئيسي على معاهدة إليج في عام 1905 التي منحتهم مساحات كبيرة من نوغال اليوم وميناء إيل من الإيطاليين لاستخدامها. وبعد وفاة السلطان نور في عام 1907 كان مدفون في طالح مقر الحركة وابنه دولال نور توج من قبل العشائر الدراويش الهبر يونس بينما سلطان المدار هيرسي أكثر رسوخا وقوة لهما في نهاية المطاف أن يصبح سلطان بلا منازع كما توفي دولال قبل الأوان عام 1917 ولم يترك ورثة. مع التورط الواسع النطاق للبريطانيين في الداخل ضد الدراويش، تم وضع العشائر الداخلية المستقلة بالفعل تحت الإدارة البريطانية وانتهت سلطنة هبر يونس.

## اقتصاد

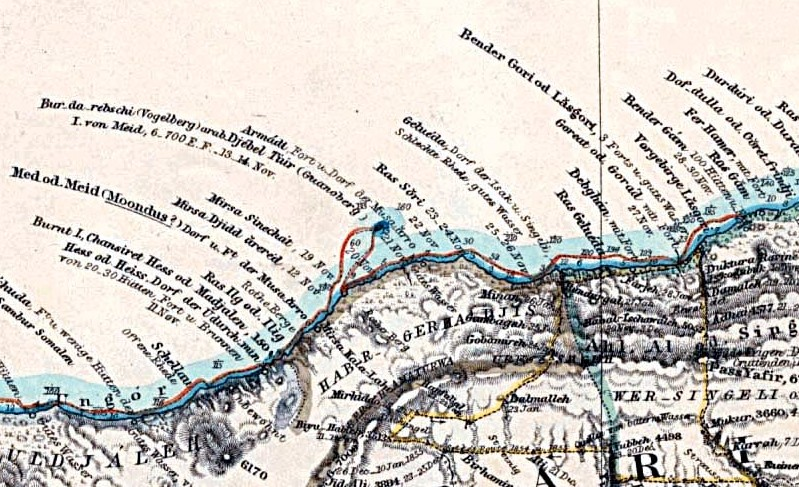
خريطة لسلاسل جبل دالو وساحل سناج تظهر استقرت موسى العرة (حبار يونس) في مايو عام 1860

كانت سلطنة هبر يونس تتمتع باقتصاد قوي وسيطرت على طريقين يؤديان إلى ميناء بربرة الرئيسي المؤدي من ممرات جبل جيراتو والشيخ إلى بلاد هود وأوغادين. كانت المدينة الرئيسية في بوراو هي التجارة كانت مهمة وتعززت خلال الفترة التي نصب فيها شرماركي صالح، رجل هبري يونس، نفسه أميرًا على بربرة وزيلا.   كان للأجزاء الشرقية من نهر يونس منفذ ساحلي والعديد من الموانئ الخاصة بها. حصلوا على الكثير من اللبان في الجبال الواقعة جنوب ميدح وهرشو. كان التجار العرب والبانيان يزورون الميادة للتجارة قبل المتابعة إلى الموانئ الأكبر مثل بربرة وزيلا. كانت الميادة نقطة التصدير البارزة للجلود الكبيرة، حيث أجرت المدينة حوارًا مع بربرة مع قدر كبير من التجارة العابرة التي تحدث عادة عن طريق المراكب الشراعية. بالإضافة إلى الصوماليين الشماليين الآخرين وإسحاق على وجه الخصوص، كان هبر يونس تجارًا مهمين في اليمن حيث قدم فريدريك هانتر تقريرًا عن تجارتهم في عام 1877.
يصل الصوماليون من قبيلة هبر جرهاج من أوغادان بالريش والمر والعلكة والأغنام والماشية والسمن، حاملين معهم بضائع بالقطعة؛ هم أيضا يقومون بأربع رحلات في الموسم. يبقون لمدة تقل عن شهر، وخلال إقامتهم يقيمون مع رجال القبائل، ويتناولون وجباتهم في المخبثة أو الأكل في المنزل.

## الإدارة
مارس سلاطين هبر يونس السلطة بشكل غير مباشر ومباشر من خلال حلفاء عقيل وقادة مختلف العشائر الفرعية من العشيرة الأوسع وقيادة هبر يونس في معركة ضد المنافسين. تم اختيار مقعد سلاطين هبر يونس عمدًا في ودهان ولاحقًا بوراو على طول طريق القوافل من أجل إحكام قبضتهم على التجارة وأيضًا ضمان تدفق ثابت للضرائب من التجار العابرين.  سيتم تمرير معلومات جديدة على طول طرق التجارة هذه وسيكون السلاطين على اطلاع جيد بالأحداث لأن الصوماليين لديهم ميل لإعلامهم بالأشياء. سمع المستكشف ريكارد بيرتون في رحلته عام 1854 إلى هرار من صوماليين محليين أخبروه بأحدث التقارير عن حرب القرم الجارية. خدم عواصم وادهان وبوراو كأماكن سقي هامة لكلا التجار والبدو على حد سواء وكان الوصول إليها حيوي للتجارة منظم من هود المناطق وأوغادين إلى بربرة. وفقًا للسلطان الحالي عثمان علي، فإن الابن الأكبر للسلطان هو الوريث الشرعي، ولكن إذا لم يستوف المتطلبات، فيمكن اختيار ابن آخر. يجب أن يكون السلطان متدينًا ومتحدثًا فصيحًا وشجاعًا ويجب أن يكون خصبًا. سيأتي جورتي مؤلف من 40 من شيوخ عشائر هبر يونس الفرعية لاتخاذ هذا القرار بشأن الخليفة. كان السلاطين يحصلون على جزية سنوية أو سعدو من المواشي تُفرض على بقية سكان هبر يونس.  يقول السلطان عثمان علي أن السلطان وزع الماشية بين هبر يونس على الأقل حظًا والمحتاجين كشكل من أشكال الرفاهية. 

## الحكام
كان لسلطنة هبر يونس ثمانية حكام طوال مدتها، وما زالت مؤسسة السلطان قائمة حتى اليوم، ولا يزال الصراع الذي يقود بهاء ديريا لم يتم حله بالكامل. يحافظ باه مكحيل على ادعاء يحظى باحترام كبير على الرغم من أن السلطان الحالي عثمان علي مدار من بهاء ديريا يعتبر سلطان هبر يونس.
|   | اسم                                   | فتره حكم من عند | فتره حكم حتى |
| - | ------------------------------------- | --------------- | ------------ |
| 1 | عيناشا هيرسي (الزعيم التقليدي)        |                 |              |
| 2 | سلطان صوغ الله عيناشا (السلطان الأول) |                 |              |
| 3 | سلطان درية سلطان صوغلة عيناشا         |                 |              |
| 4 | سلطان هيرسي أمان سلطان Diriyeh        |                 |              |
| 5 | سلطان نور احمد امان سلطان الدرعية     |                 |              |
| 6 | سلطان عوض سلطان الديرية               |                 |              |
| 7 | سلطان دولال سلطان نور                 |                 |              |
| 8 | السلطان مدار حرسي سلطان الديرية       |                 |              |

## الميراث
بين هبر يونس، نجت المؤسسة والقيادة التقليدية للعشيرة من فترة أرض الصومال البريطانية حتى الأوقات الحالية. على الرغم من أن سلاطين رير عيناش لم يعودوا يحكمون مناطق شاسعة ومع وجود عشائر هبري يونس الفرعية المنفصلة التي لها سلاطين خاصين بها، إلا أنهم ما زالوا يحتلون مكانة الزعماء المعترف بهم لهبر يونس. السلطان الحالي هو عثمان علي مدار الذي ينشط في القضايا الاجتماعية في أرض الصومال الحديثة. 